# Consorzio interuniversitario AlmaLaurea
Il Consorzio interuniversitario AlmaLaurea è un consorzio, fondato nel 1994 da un gruppo di ricercatori dell'Università di Bologna coordinati da Andrea Cammelli, professore di Statistica, a cui aderiscono 75 atenei italiani e il Ministero dell'Istruzione, dell'Università e della Ricerca, con finalità o obiettivi di studi statistici inerenti al mondo universitario italiano.
Il presidente è Ivano Dionigi, già rettore dell'Università di Bologna e il direttore è Marina Timoteo, docente di diritto privato comparato presso lo stesso ateneo.

## Descrizione

### Storia
Dopo un progetto avviato dall'Osservatorio statistico dell'ateneo bolognese, nel 1994 è nata AlmaLaurea con l'avvio della banca dati dei curriculum vitae dei laureati. Negli anni AlmaLaurea ha avviato progetti di cooperazione scientifica e la banca dati allargata ai laureati esteri. 
Nel 2000 è nata AlmaDiploma per creare un ponte tra il sistema di istruzione secondario, l'università e il mondo del lavoro e 
Nel 2006 nasce AlmaOrièntati, un percorso online per l'orientamento alla scelta universitaria per i neodiplomati.
Il Consorzio è sostenuto dalle Università aderenti, dal contributo del  Ministero dell'Istruzione, dell'Università e della Ricerca (MIUR), dalle imprese e dagli enti che ne utilizzano i servizi offerti.
AlmaLaurea è riconosciuta come Ente di Ricerca e il suo Ufficio di Statistica è dal 2015 membro del  SISTAN, il Sistema Statistico Nazionale.

### Finalità
- realizza ogni anno due Indagini censuarie sul Profilo e sulla Condizione occupazionale dei laureati a 1, 3 e 5 anni dal conseguimento del titolo, restituendo agli Atenei aderenti, al MIUR, all’Agenzia nazionale di valutazione del sistema universitario e della ricerca (ANVUR) basi documentarie attendibili per favorire i processi di programmazione, monitoraggio e valutazione delle decisioni assunte dalle Università;

- monitora i percorsi di studio degli studenti e analizza le caratteristiche e le performance dei laureati sul fronte accademico e sul fronte occupazionale, consentendo il confronto fra differenti corsi e sedi di studio;

- raccoglie e rende disponibili online i CV dei laureati per agevolare l’incontro fra domanda e offerta di lavoro qualificato;

- affianca gli Atenei consorziati nelle attività di job placement attraverso una piattaforma web per l’intermediazione che consente alle università di gestire la ricerca e selezione di personale mettendo a disposizione i CV dei laureati, la pubblicazione di offerte di lavoro e l’organizzazione di eventi volti a favorire l’incontro tra domanda e offerta di opportunità lavorative;

- favorisce l’incontro tra offerta e domanda di lavoro qualificato e svolge attività di ricerca e selezione del personale tramite la società interamente controllata AlmaLaurea srl, autorizzata dal Ministero del Lavoro all'esercizio dell'attività di ricerca e selezione del personale (iscritta all'Albo delle Agenzie di lavoro sez. IV - autorizzazione a tempo indeterminato Prot. N. 0001543 del 21/01/2008) e all'attività di intermediazione (iscritta all'Albo delle Agenzie di lavoro sez. III - autorizzazione a tempo indeterminato Reg. Uff. N. 0010720 del 15/07/2016);

- internazionalizza i propri servizi, le competenze, le attività di ricerca in prospettiva globale, collaborando con Paesi europei - in linea con la Strategia di Lisbona - ed extra europei, con attenzione ai Paesi del bacino del Mediterraneo e più di recente ai Paesi asiatici, in particolare la Cina.

### Atenei consorziati
- Bari
- Bari - Politecnico
- Basilicata
- Bergamo
- Bologna
- Bolzano
- Brescia
- Cagliari
- Calabria (Arcavàcata di Rende)
- Camerino
- Cassino e Lazio meridionale
- Catania
- Catanzaro
- Chieti e Pescara
- Enna
- Ferrara
- Firenze
- Foggia
- Genova
- Insubria (Varese e Como)
- L'Aquila
- LIUC C. Cattaneo - Castellanza
- LUM Giuseppe de Gennaro - Casamassima
- Macerata
- Marche - Università Politecnica (Ancona)

- Messina
- Milano - Bicocca
- Milano - IULM
- Milano
- Milano - S. Raffaele
- Milano
- Modena e Reggio Emilia
- Molise
- Napoli - Federico II
- Napoli - L'Orientale
- Napoli - Parthenope
- Napoli - Suor Orsola Benincasa
- Napoli - Luigi Vanvitelli
- Padova
- Palermo
- Parma
- Pavia
- Pavia - IUSS
- Perugia
- Perugia - Stranieri
- Piemonte Orientale
- Pisa
- Pisa - Sant'Anna
- Scuola Normale Superiore di Pisa
- Reggio Calabria - Mediterranea
- Roma - Campus bio-medico

- Roma - Foro Italico
- Roma - La Sapienza
- Roma - LUMSA
- Roma - Tor Vergata
- Roma 3
- Roma - UNINT
- Salento (Lecce)
- Salerno
- Sannio (Benevento)
- Sassari
- Sc. Gastronomiche - BRA
- Siena
- Università per stranieri di Siena
- Teramo
- Torino
- Torino - Politecnico
- Trento
- Trieste
- Tuscia (Viterbo)
- Udine
- Urbino
- Valle d'Aosta
- Venezia - Ca' Foscari
- Venezia - IUAV
- Verona

### Laureati in banca dati
La banca dati AlmaLaurea contiene 3.615.000 laureati (dato aggiornato al 05/12/2022) e si arricchisce ogni anno di circa 150.000 nuovi curriculum vitae che vengono aggiornati nel corso del tempo dagli stessi laureati.

### Indagini e ricerche
- Indagine sul Profilo dei laureati. AlmaLaurea analizza annualmente il percorso di studi dei laureati per Ateneo, per facoltà/dipartimento/scuola e per corso di laurea con informazioni che comprendono oltre cento variabili. Tra le variabili considerate: voto di laurea, punteggio degli esami, regolarità negli studi, età alla laurea, durata degli studi, status sociale dei laureati, conoscenze linguistiche e informatiche, esperienze di studio all'estero e di lavoro nel corso degli studi, aspirazioni e valutazioni sull'esperienza universitaria, sui rapporti con i docenti e in relazione ai servizi offerti dall’ateneo di conseguimento del titolo.
- Indagine sulla Condizione occupazionale dei laureati. AlmaLaurea analizza annualmente le più recenti tendenze del mercato del lavoro verificando gli esiti occupazionali dei laureati a uno, tre e cinque anni dalla laurea. Le analisi sono realizzate per Ateneo, per facoltà/dipartimento/scuola e per corso di laurea. Tra le variabili considerate: formazione post laurea, condizione occupazionale, tempi di ingresso nel mercato del lavoro, caratteristiche del lavoro svolto, caratteristiche dell'azienda presso cui il laureato lavora, retribuzione, utilizzo e richiesta della laurea nel lavoro svolto, efficacia della laurea e soddisfazione per il lavoro svolto, ricerca di lavoro.
- Indagini sul Profilo e sulla Condizione occupazionale dei Diplomati di Master e dei Dottori di ricerca che hanno ottenuto il titolo negli Atenei consorziati aderenti alle Indagini post laurea.

#### La base documentaria
La base documentaria AlmaLaurea è frutto della combinazione di dati provenienti da:
- fonte amministrativa degli atenei (informazioni sulla carriera del laureato e sui suoi dati anagrafici);
- dichiarazioni del laureato che alla vigilia della laurea compila il questionario AlmaLaurea esprimendo valutazioni sull'esperienza universitaria, (descrivendo esperienze di studio all'estero e di lavoro durante gli studi, fornendo autovalutazioni sulle proprie conoscenze linguistiche ed informatiche, ecc.) e a 1,3,5 anni dal conseguimento del titolo compila il questionario sulla Condizione occupazionale e formativa dei laureati.
- dal laureato che, nel tempo, può aggiornare e arricchire il proprio curriculum online con nuove esperienze lavorative e formative.